# Kveda Nasakirali
Kveda Nasakirali (en georgiano: ქვედა ნასაკირალი) es una ciudad de Georgia situada en la región de Guria, siendo parte del municipio de Ozurgueti.

## Toponimia
La designación de Kveda todavía se usa hoy para distinguirla de la cercana aldea de Nasakirali. 

## Geografía
Kveda Nasakirali está ubicado a unos pocos kilómetros al norte de Ozurgueti, no lejos de la costa del mar Negro. 

## Historia
Aquí fue famoso el bosque de piedras de Nasakirali, donde se refugiaron los rebeldes gurianos durante la rebelión de Guria a principios del siglo XX.
En 1929, se talaron los bosques, se plantaron cortavientos y se organizó el cultivo de té soviético. En la época soviética, una granja estatal operaba en el pueblo, dirigida por un Héroe del Trabajo Socialista. En 1949 y 1951, varios trabajadores de esta granja estatal también recibieron el título de Héroe del Trabajo Socialista. 
La localidad recibió el estatus de asentamiento de tipo urbano en 1976. 
A principios de la década de 1990, varias familias de turcos mesjetios que vivían en Asia Central también se establecieron en Kveda Nasakirali.

## Demografía
La evolución demográfica de Kveda Nasakirali entre 1979 y 2014 fue la siguiente:
| 2290                                            | 2616 | 2550 | 2898 |
| (Fuente: Population of Georgia in Soviet times) |      |      |      |

Según el censo de 2014, los georgianos representan el 98,5% de la población, los armenios un 0,7% y los rusos, el 0,35%.

## Infraestructura

### Transporte
El asentamiento se encuentra a 10 km de la estación de tren de Ozurgueti, en la línea Natanebi-Ozurgueti. 